# Đường tỉnh 328
Đường tỉnh 328 hay tỉnh lộ 328, viết tắt ĐT328 hay TL328, là đường tỉnh ở huyện Xuyên Mộc, tỉnh Bà Rịa – Vũng Tàu và huyện Cẩm Mỹ, tỉnh Đồng Nai, Việt Nam.
Đường tỉnh 328 có tổng chiều dài là 27,3 km. Điểm đầu tại vòng xoay Phước Bửu trên quốc lộ 55 ở thị trấn Phước Bửu, huyện Xuyên Mộc tỉnh Bà Rịa – Vũng Tàu.
Đường đi về hướng tây nam và tây, nối tiếp đường tỉnh 764 và cắt ngang tại đường tỉnh 765 ở ngã tư Sông Ray, xã Sông Ray, huyện Cẩm Mỹ, tỉnh Đồng Nai 10°45′46″B 107°20′57″Đ / 10,76278°B 107,34917°Đ.